# Falacia lúdica
La falacia lúdica, identificada por Nassim Nicholas Taleb en su libro El Cisne Negro (2007), es "el mal uso de juegos para modelar situaciones de la vida real". Taleb explica la falacia como "basar los estudios de azar en el estrecho mundo de los juegos y los dados". El adjetivo lúdicas se origina en el sustantivo latino ludus, que significa "juego, deporte, pasatiempo".

## Descripción
La falacia es un argumento central en el libro y una refutación de los modelos matemáticos predictivos utilizados para predecir el futuro - así como un ataque a la idea de aplicar modelos estadísticos ingenuos y simplificados en dominios complejos. Según Taleb, la estadística es aplicable sólo en algunos dominios, por ejemplo en los casinos, en el que las probabilidades son visibles y definidas. El argumento de Taleb se centra en la idea de que los modelos de predicción se basan en formas "platonificadas", que gravitan hacia la pureza matemática y no toman en cuenta varios aspectos:
- Es imposible estar en posesión de toda la información disponible
- Pequeñas variaciones desconocidas en los datos pueden tener impactos gigantes. Taleb diferencia su idea de las nociones matemáticas en la teoría del caos (por ej, el efecto mariposa)
- Se afirma que las teorías o modelos basados en datos empíricos son defectuosas por no poder predecir eventos que no fueron observados con anterioridad pero que tienen un impacto tremendo (por ej, los atentados del 11 de septiembre de 2001 o la invención del automóvil), esto también se conoce como la teoría del cisne negro.

## Ejemplos

### Moneda sospechosa
Un ejemplo dado en el libro es el siguiente experimento mental. Requiere de dos personas:
El Dr John, quien es considerado como un hombre de ciencia y pensamiento lógico.
El Gordo Tony, quien es considerado un hombre que vive por su ingenio.
Una tercera persona les pide que "asuman que una moneda no está cargada, es decir que cuando se tira tiene la misma probabilidad de caer en cualquiera de sus lados. La tiro 99 veces y todas las veces cae cara. ¿Cuál es la probabilidad de que en la próxima tirada salga cruz?".
El Dr John dice que la probabilidad no está afectada por las tiradas anteriores, así que la probabilidad debería ser 50:50.
El Gordo Tony dice que la probabilidad de que una moneda caiga 99 veces seguidas en cara es tan baja que el supuesto inicial de que la moneda tiene una probabilidad de 50:50 de caer cara es muy probablemente incorrecta. "La moneda debe estar cargada. No puede ser un juego limpio"
La falacia lúdica aquí es asumir que en la vida real las reglas de un modelo puramente hipotético (donde el Dr John tiene razón) se aplican. ¿Apostaría una persona razonable, por ejemplo, al color negro en una ruleta donde ha salido 99 veces seguidas el color rojo, especialmente si la recompensa por hacer el supuesto correcto es muy baja comparada con las probabilidad de que el juego esté arreglado?
En términos clásicos, los eventos con significancia estadística, por ejemplo, eventos improbables, deberían hacer que uno se cuestione los supuestos de su modelo